# Црвени
Црвени је насеље у општини Лепосавић на Косову и Метохији. Површина катастарске општине Црвени где је атар насеља износи 803 ha. Припада месној заједници Сочаница. По положају спада у планинска села и налази се 21 km југозападно од Лепосавића, у изворишту Црвенске реке, на левој страни Ибра. Гранично је село према општини Звечан. Куће су лоциране на пристранцима и мањим заравнима и поред Црвенске реке, груписане у мање скупине. Надморска висина насеља је 1100м. Црвени су село ван свих важнији комуникација изузимајући сеоски пут који води према селима на Рогозни. Насеље је припојено територији Косова и Метохије 18. априла 1947. године.

## Демографија
- попис становништва 1948: 159
- попис становништва 1953: 200
- попис становништва 1961: 227
- попис становништва 1971: 138
- попис становништва 1981: 62
- попис становништва 1991: 41

У селу 2004. године живи 39 становника. Данашње становништво чине родови: Радомировић, Радовић, Васовић, Милић, Николићи, Пантовићи, Радовановић.